# 梁中庸
梁中庸（?—?），十六国时敦煌（治今甘肃敦煌西）人，北凉大臣。
梁中庸初仕北凉段业。399年，段业即凉王位，改年号为天玺。任命沮渠蒙逊为尚书左丞，梁中庸为尚书右丞。後为武卫将军。401年，沮渠蒙逊反段业，进壁侯坞，段业派右将军田昂与武卫将军梁中庸一起去征讨沮渠蒙逊。梁中庸率众归附沮渠蒙逊，与房晷一起推举沮渠蒙逊担任大都督、大将军、凉州牧、张掖公，改年号为永安，沮渠蒙逊拜房晷、梁中庸为左右长史，张骘、谢正礼为左右司马。迁西郡太守。402年十二月，梁中庸叛变，投奔西凉李暠，沮渠蒙逊听说后，笑着说：“我待梁中庸恩厚，如同骨肉，但他对我不讲信义，所以他只是背叛了自己。我怎么能在意他这样的一个人呢？”于是，把梁中庸的妻子儿女全部送还给他。李暠问梁中庸：“我比索嗣怎样？”梁中庸说：“未可估量。”李暠说：“索嗣的才能若能与我相敌，我怎能在千里之外用长绳绞住他的脖颈？”梁中庸说：“智有短长，命有成败。殿下与索嗣，得失成败的原因，我实在还不能明白。但如果认为身死的人，就是失败者，计策顺遂的人，就是胜利者，公孙瓒难道还要比刘虞贤能吗？”李暠沉默不语。